# 戛纳国际音乐博览会
MIDEM（全稱：Marché International du Disque et de l'Edition Musicale）是一個於法國坎城節慶宮舉辦的年度性活動。該貿易展覽會首次舉辦於1967年，被譽為國際領先性音樂生態系統商業活動。每年有成千上萬來自全球的音樂人、製作人、經理人、律師、行政人員、企業家、記者參加該活動，該活動一般舉辦於每年的一月底或二月初。受音樂廠牌、藝人經紀、出版公司的委託，音樂新人展示他們的作品。同時在晚間也有現場音樂表演。

## 外部連結
- 官方網站 （页面存档备份，存于）
- 部落格 （页面存档备份，存于）